# Фертитта, Фрэнк
Фрэнк Джозеф Фертитта III (англ. Frank Joseph Fertitta; род. 24 февраля 1962, Лас-Вегас, Невада) — американский предприниматель. В настоящее время он является генеральным директором Station Casino. Он также является основателем Zuffa LLC, материнской организации UFC.

## Ранние годы
Фрэнк Фертитта III родился 24 февраля 1962 года в семье Фрэнка Фертитты-младшего и Виктории Фертитты (урождённой Бруссар), окончил Среднюю школу епископа Гормана в Лас-Вегасе, штат Невада. В 1984 году окончил Университет Южной Калифорнии, где получил степень бакалавра в бизнес-школе.

## Благотворительность
18 октября 2012 года Университет Южной Калифорнии объявил, что Джилл и Фрэнк Фертитта сделали университету крупное пожертвование на которое будет построено новое здание для Школы бизнеса имени Маршалла при университете.